# Marcie (Peanuts)
Marcie je fiktivni lik iz stripa Peanuts.
Pojavila se u stripu 18. lipnja 1968.
Nosi okrugle naočale. Ona je najbolja prijateljica Perpemint Patty.